# Nikon D3S

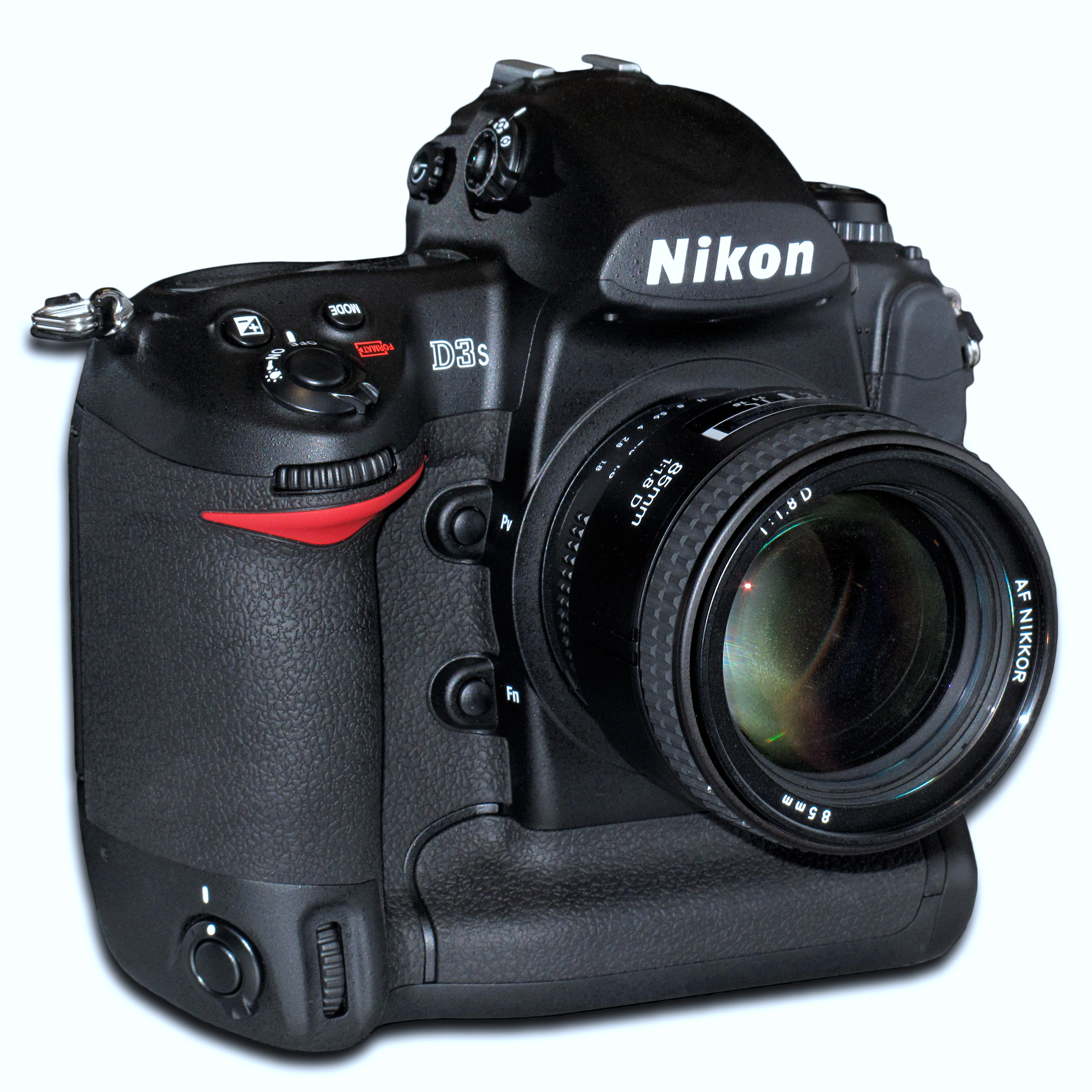

Nikon D3S — професійний цифровий дзеркальний фотоапарат, анонсований компанією Nikon у вересні 2009 року. Належить до камер вищої цінової категорії та орієнтований на фотожурналістів. Фотоапарат змінив на ринку модель Nikon D3.
Фотоапарат оснащений повнорозмірною світлочутливої матрицею формату Nikon FX (підтримується режим сумісності з кропнутими об'єктивами Nikon DX) з роздільною здатністю 12,1 млн пікселів. Для збереження знімків використовуються два слоти для карт пам'яті CompactFlash.
Швидкість серійної зйомки становить 9 кадрів на секунду у форматі FX і 11 кадрів на секунду у форматі DX. Автофокусування виконується по 51 точці.
Камера дозволяє зберігати знімки у форматах JPEG, TIFF і NEF.  Для підключення до відеотехніки передбачений HDMI-роз'єм. Корпус камери виконаний з магнієвого сплаву.
У порівнянні з попередньою моделлю у D3s розмір буфера для проміжного зберігання знімків збільшений до 48 кадрів у форматі NEF; діапазон базової чутливості розширений до 200-12800 ISO, а розширений діапазон становить 100-102400; є можливість зйомки відео у форматі HDTV (1280 × 720) і режим безшумної зйомки.